# FIPS 201
FIPS 201 (Federal Information Processing Standard Publication 201), Personal Identity Verification (PIV) of Federal Employees and Contractors, ist ein Standard des NIST und spezifiziert technische Anforderungen für Zugangskontrolle für Angestellte und Auftragnehmer der US-Regierung. Es werden Anforderungen für physische sowie logische Zugangskontrolle beschrieben. Der Zweck des Standards ist es, ein sicheres System zu spezifizieren, mit dem man die Identität von Individuen, die Zugang zu Regierungsgebäuden oder auf IT-Systeme der Regierung benötigen, überprüfen kann. FIPS 201 wurde im März 2006 veröffentlicht, die aktuelle und abschließende Version 201-3 im Januar 2022.
Der Standard besteht aus zwei Teilen. Der erste Teil beschreibt die Minimalanforderungen für ein Zugangskontrollsystem, wie sie in der Homeland Security Presidential Directive 12 (HSPD 12) gefordert sind. Der zweite Teil enthält technische Spezifikationen, die die Interoperabilität verschiedener Systeme gewährleisten sollen.